# Заява
Зая́ва — це документ, у якому приватна чи посадова особа звертається з проханням або пропозицією, на адресу установи чи посадової особи, в такому випадку адресант, який подав заяву, називається заявником. Офіційне повідомлення в усній формі, в якому викладається певне прохання, теж називається заявою. За місцем виникнення розрізняють заяви внутрішні і зовнішні, які бувають від організацій, установ (службові) та особистості.

## Типи заяв

### За складом
- Простою (викладається тільки прохання);
- Мотивованою (вказується мотивація прохання);
- Складною (заява містить додатки).

### За охопленням
- зовнішні, особисті, у яких обов'язково зазначається повна домашня адреса чи дані документа (паспорта, військового білета, посвідчення та ін.). Подаючи їх, слід уникати абревіатур та скорочень (окрім загальноприйнятих);
- зовнішні, службові, у яких подається повна поштова та юридична адреса установи, підприємства  з усіма належними реквізитами.
- внутрішні, де не є обов'язковими викладені вище вимоги.

### За суттю звернення
- Заява на працевлаштування
- Заява на звільнення
- Заява на отримання, наприклад відпустки, матеріальної допомоги, відгулу, відшкодування витрат і т.п.

## Реквізити
У заяві реквізити рекомендується розташовувати в такій послідовності:
1. Адресат (назва установи або посада, прізвище та ініціали керівника у давальному відмінку, на ім'я яких подається заява), ліворуч вказується назва організації чи установи, куди подається заява (назва установи або посада, прізвище та ініціали керівника у давальному відмінку, на ім'я яких подається заява).
2. Адресант (назва установи або посада, прізвище, ім'я, по батькові у родовому відмінку (іноді адреса і паспортні дані) особи, яка звертається із заявою);
Нижче у стовпчик - назва професії, місце роботи, прізвище, ім'я, по-батькові, адреса того, хто подає заяву. Якщо заява адресується до тієї організації, де працює адресант, домашню адресу не зазначається. (назва установи або посада, прізвище, ім'я, по батькові у родовому відмінку (іноді адреса і паспортні дані) особи, яка звертається із заявою);
3. Назва виду документа нижче реквізиту адресату, посередині рядка слово "Заява" пишеться з великої літери й крапка не ставиться.
4. Текст з великої літери й з абзацу починається текст заяви, де чітко викладається прохання з коротким його обґрунтуванням.
5. Підстава (додаток): перелік документів, доданих до заяви на підтвердження її правомірності. Цей реквізит застосовується у написанні складної заяви.
6. Після тексту заяви ліворуч вміщується дата, а праворуч - підпис особи, яка писала заяву.

Заява може писатись власноручно або бути надрукована та підписана заявником. Заява може писатись в одному примірнику, або може писатись в багатьох примірниках (з однаковим текстом, але до різних адресантів). Різновидами заяви є заява-зобов’язання (прохання про надання позики), заява про відкриття рахунку, про притягнення до відповідальності тощо.

## Приклад написання
```
                                                    Ректорові 
                                                    Українського католицького університету 
                                                    проф. Гудзяку Б.І. 
                                                    Листяка Олександра Володимировича
                                           
                                              Заява о
```